# Stokrotka
Stokrotka — польська мережа з понад 600 продуктово-промислових магазинів.
Компанія «Stokrotka Sp. z o. o.» заснована у 1994 році в Любліні. Перший магазин мережі запрацював у 1996 році у Ленчній поблизу Любліна. У 2013 році «Stokrotka» запустила власну мережу логістичних центрів, до якої входять розподільчий центр у Тересині поблизу Варшави та 11 регіональних. У січні 2016 року мережа запустила другий розподільчий центр у Любліні, розширений у 2018 році. У 2019 році мережа відкрила третій центр у Псарі, поблизу Катовиць.
У листопаді 2013 року «Stokrotka» відкрила перший франчайзинговий магазин в Пулавах, а у квітні 2017 року в Любліні мережа відкрила свою першу торгову точку під назвою «Stokrotka Express», перший магазин типу маркетів біля дому.
У вересні 2017 року мережа відзначила відкриття свого 400-го магазину в Риках. За рік мережа збільшила кількість магазинів на 100. У вересні 2018 року в Кшчонуві відкрито 500-й магазин. У травні 2019 року мережа збільшила кількість магазинів до 600.
У квітні 2018 року завершено придбання литовською компанією «Maxima Grupė» компанії «Emperia», власника мережі «Stokrotka». За три місяці новий власник оголосив про злиття мережі з «Aldik», а в 2019 році — з мережею «Sano».
У листопаді 2019 року мережа запустила формат магазину під назвою «Stokrotka Optima», що поєднує функції супермаркета та магазина зі знижками.
У 2022 році мережа мала понад 900 магазинів. 